# Катажина Цічопек
Катажина Ціхопек (пол. Katarzyna Cichopek, нар. 7 жовтня 1982 року, Варшава, Польща) — польська актриса.
Польському глядачеві вона найбільш відома як Кінга Здунська, яка зіграла в серіалі M jak miłość(нп) (L для кохання), який дивляться майже 10 мільйонів людей. Вона є переможницею популярного телешоу Taniec z Gwiazdami (Польські танці з зірками). Вона була ведучою Jak oni śpiewają? (польська версія Soapstar Superstar).

## Кар'єра

### 1997 рік
Цічопек знялася в серіалі «Божа підшевка» (нп) в ролі Ельжутки.

### 2000 рік
Вона знялася в серіалі «M jak miłość» у ролі Кінги Здуньської.

### 2004 рік
Вона брала участь у серіалі Dziki у ролі Зосі Вальчакової.

### 2005 рік
Була на польських танцях із зірками: Taniec z Gwiazdami.
Цічопек стала лауреатом премії Viva [Архівовано 7 січня 2022 у Wayback Machine.]! Najpiękniejsi.

### 2006 рік
Стала ведучою фестивалю «TOPTrendy» [Архівовано 7 січня 2022 у Wayback Machine.](нп).

### 2007 рік
Вона стала ведучою популярного шоу Jak Oni Śpiewają(нп)? (Soapstar Superstar) та на фестивалі «TOPTrendy».
На танцювальному конкурсі Євробачення 2007 Кася Цічопек і Марцін Хакіель посіли 4 місце

### 2008 рік
Вона вийшла заміж за Марціна Хакіеля.
Цичопек була запрошеною зіркою в серіалі «Агентки» (нп)в ролі Анни Мігдальської, I kto tu rzadzi?(нп) як Iwona, а Daleko od noszy (нп)як Joasia

### 2009 рік
Брала участь у серіалі «Танцерза» (нп) в ролі Клаудії.

## Актриса
- Божа підшевка (1997) як Ельжутка
- Dziki (2004) як Зося Вальчакова
- M jak miłość (2000-) як Кінга Філарська-Ждунська

## Танці з зірками
У 2005 році Цічопек взяла участь у 2 сезоні серіалу Taniec z Gwiazdami. Вона танцювала з Марсіном Хакіелем і виграла сезон.
| Тиждень  | Танець                                  | Бали             |
| -------- | --------------------------------------- | ---------------- |
| 1        | Вальс (міжнародний стандарт)            | 36               |
| 2        | Румба                                   | 36               |
| 3        | Танго                                   | 36               |
| 4        | Пасадобль                               | 36               |
| 5        | Самба                                   | 36               |
| 6        | Фокстрот                                | 35               |
| 7        | Джайв                                   | 34               |
| 8        | Квікстеп і Румба                        | (34 і 40) 74     |
| 9        | Ча-ча-ча і вальс (міжнародний стандарт) | (35 і 40) 75     |
| 10 ФІНАЛ | Самба, танго та фрістайл                | (39,39 і 40) 118 |

4 вересня 2006 року вона разом із партнером Марсіном Хакіелем виграли «Finał Finałów» — фінал 3 сезону.
| Період | Танець                                 | Бали           |
| ------ | -------------------------------------- | -------------- |
| 1      | Вальс(міжнародний стандарт) і Ча-ча-ча | (40 і 40) 80   |
| 2      | Румба і Танго                          | (40 and 40) 80 |
| 3      | Фрістайл                               | 40             |